# Institut Pasteur d'Indonésie
 (décembre 2024).
Si vous disposez d'ouvrages ou d'articles de référence ou si vous connaissez des sites web de qualité traitant du thème abordé ici, merci de compléter l'article en donnant les références utiles à sa vérifiabilité et en les liant à la section « Notes et références ».

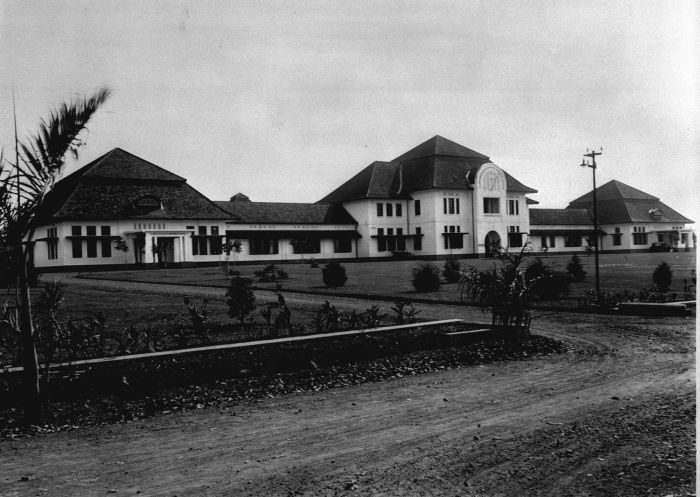
Le Pasteur Instituut à Bandung vers 1930

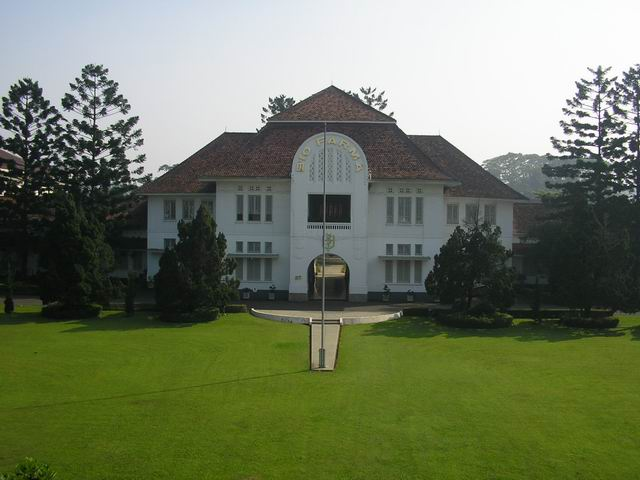
État actuel du bâtiment (2005)

L’Institut Pasteur d'Indonésie (Pasteur Instituut), antenne dans les Indes néerlandaises, puis en Indonésie indépendante, de l'Institut Pasteur, a existé de 1895 à 1960. Il était installé dans la ville de Bandung, dans l'Ouest de l'île de Java.
En 1961, le gouvernement indonésien a transformé l'institut en une entreprise d'État. Elle est connue aujourd'hui sous le nom de PT Bio Farma.

## Historique
Par décisions du 6 août 1890, le gouvernement colonial des Indes néerlandaises crée un parc vaccinogène ou landskoepok inrichting à l'hôpital militaire de Weltevreden à Batavia (aujourd'hui RSPAD ou hôpital central de l'armée de terre à Jakarta). En 1895, l'institut prend le nom de Landskoepok Inrichting en Instituut Pasteur. Il s'installe en 1923 dans la ville de Bandung dans l'ouest de Java, dans un bâtiment conçu par l'architecte néerlandais C.P. Wolff Schoenmaker.
Durant l'occupation japonaise (1942–1945), l'institut est renommé Bandung Boeki Kenkyushoo.
L'Indonésie proclame son indépendance en 1945. La volonté des Pays-Bas de récupérer leur ancienne colonie se traduit par une période de conflit armé et diplomatique (1945-1949). Durant cette période, Bandung est occupée par les Hollandais et l'institut reprend son nom de Landskoepok Inrichting en Instituut Pasteur.
En 1957, sous la pression de la frange nationaliste la plus radicale de l'opinion, le gouvernement indonésien expulse les Hollandais et nationalise leurs actifs, y compris le Landskoepok Inrichting en Instituut Pasteur, qui devient la Perusahaan Negara Pasteur (entreprise d'État Pasteur).
Par règlement gouvernemental (peraturan pemerintah) no 80 de l'année 1961, la Perusahaan Negara Pasteur est rebaptisée Perusahaan Negara Bio Farma. L'entreprise adopte le statut de perseroan terbatas ou PT (société anonyme) en 1997 sous le nom de PT Bio Farma (Persero) tout en restant une entreprise d’État.